# Lubsko
Lubská oblast, či Lubský kraj (německy Schönbacher Ländchen) je historické označení oblasti kolem západočeského města Luby (německy dříve Schönbach). Tato oblast v minulosti spadala pod správu České koruny a také dnes její větší část leží na českém území.

## Dějiny
Období pravděpodobného prvního osídlení někdejšího Schönbachu, dnešních Lubů, lze datovat do let 1100 až 1140, kdy bylo toto území zmiňováno jako „okolní les“ nebo o „Lubský újezd“. V této době byla tato oblast součástí pohraničního hvozdu, plošně, jen přibližně vymezené hranice mezi českou a německou stranou.
Cisterciáci z nedalekého valdsaského kláštera, založeného v roce 1133 Děpoltem III. z Vohburgu, začali ihned po založení konventu s rozvojem půdy a kultivací majetku. Kromě pozdějšího Stiftlandu (klášterního území) to byly i vzdálenější oblasti jako dříve řídce osídlené Lubsko. Zřejmě roku 1188 byla v Lubech zahájena stavba kostela zasvěceného jednomu z apoštolů, sv. Ondřejovi.
9. ledna 1319 byly Luby (Schönbach) císařem Ludvíkem IV. povýšeny na město, obdržely trhové právo a městskou listinu podle chebského vzoru. Do poloviny 12. století oblast Lubů postupně připadla klášteru. Za opata Franze Kübela v roce 1348 město získal Rüdiger ze Sparnecku.
Karel IV., římský císař a český král, se snažil toto svobodné říšské léno podřídit české koruně, což se mu také v několika případech v Chebsku a sousedních oblastech podařilo. V důsledku sporů Sparnecků s Neuberky nakonec celé Lubsko připadlo české koruně.

## Obce v kraji
V době Rüdigera ze Sparnecku Lubsko zahrnovalo následující obce:
- Schönbach (Luby)
- Oberschönbach (Horní Luby)
- Unterschönbach (Dolní Luby)
- Schwarzenbach (Černá)
- Absroth (Opatov)
- Fasattengrün (Božetín)
- Ullersgrün (Oldřišská)
- Watzkenreuth (Vackov))
- Ermesgrün (Smrčina)
- Steingrub (Lomnička)
- Fleißen (Plesná)
- Grün, Tockengrün (poblíž Landwüstu, později Wüstung)
- Stein (Kámen)
- Kirchberg (Kostelní)
- Ursprung (Počátky)
- Waltersgrün (Valtéřov)
- Lauterbach (Čirá)
- Konstadt (Mlýnská)
- Bärenhäuser
- Frauengrün
- Schönwerth (Krásná)
- Schönau (Sněžná)
- Markhausen (Hraničná)
- Friedrichsgrün. Tato oblast zasahuje do saského Fojtska, Frauengrün a Bärenhäuser náležejí do obce Bad Brambachu. Další podobně uzavřenou oblastí je sousední Ašský výběžek (Ascher Ländchen).